# Kalendář (předmět)
Kalendář je tiskovina, která slouží k orientaci v čase, v událostech a ve jmenných svátcích a k plánování a organizaci úkolů.
Nejčastěji se vyskytuje v podobě stolního či nástěnného kalendáře.

## Nástěnný kalendář

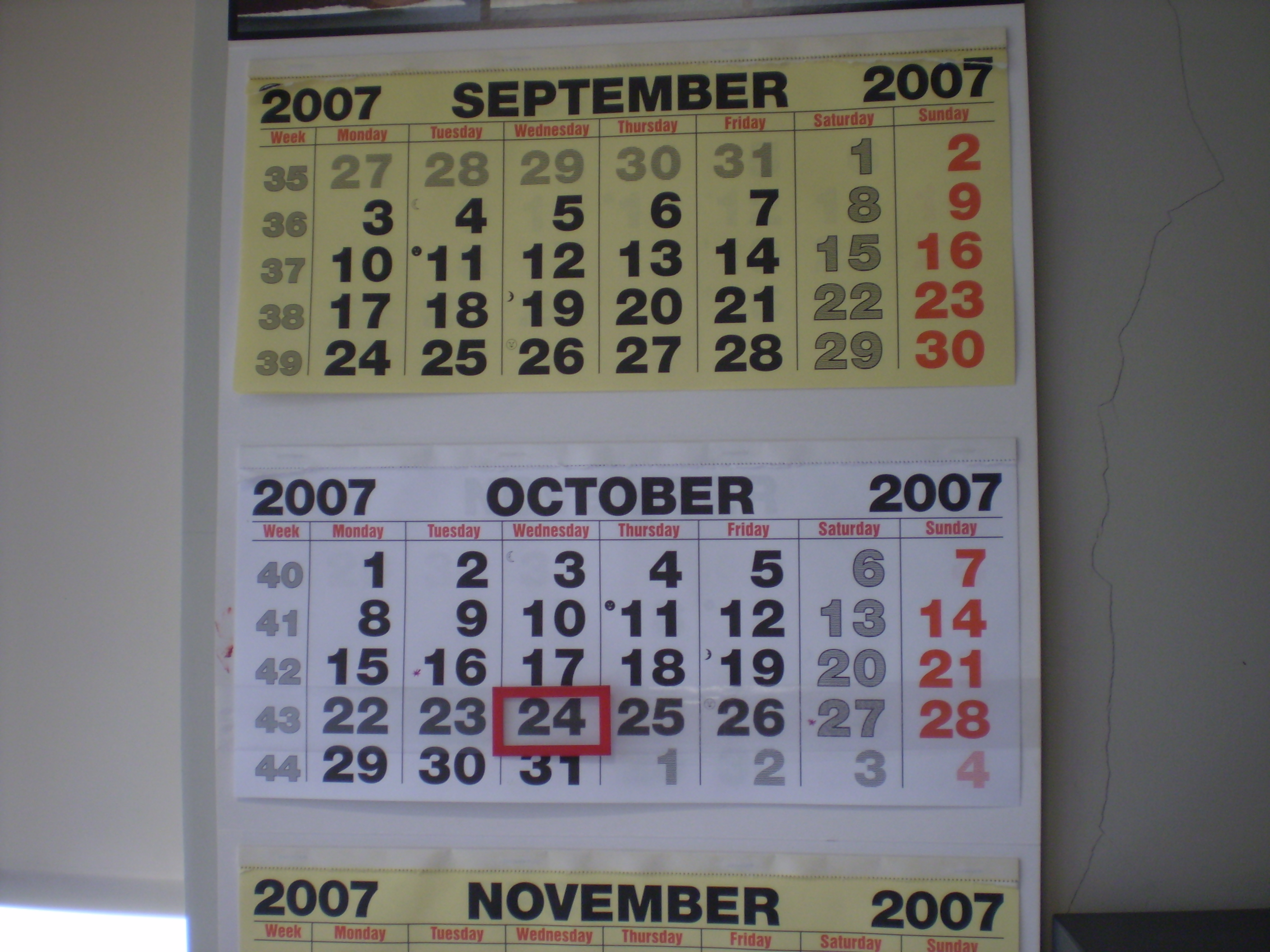
Nástěnný kalendář

Nástěnný kalendář s měsíčním kalendáriem tvoří nejčastěji 13 nebo 14 listů, konkrétně titulní strana (obálka) s letopočtem, někdy dále zadní strana s přehledem všech měsíců a tiráží a 12 stránek jednotlivých měsíců v roce. Tyto stránky se většinou skládají z ilustračního obrázku, mezinárodního nebo lokálního kalendária, kalendária, někdy i jmenného kalendária, případně prostoru pro poznámky, citátu nebo jiného krátkého textu. Řidčeji se vyskytují kalendáře se stránkou na týden či dva nebo denní kalendáře.
Vazba je spirálová nebo lepená, či v případě LP kalendářů sešitá kancelářskými sponkami. Opornou částí nástěnného kalendáře je podkladový karton či lepenka. Její spodní část – tzv. laš nebo spodní přesah – bývá využívána pro reklamní přítisk (sítotisk, digitální potisk, ofsetový tisk, kašírování).

## Stolní kalendář
Stolní kalendář tvoří titulní strana, několik stránek s kalendáriem na daný a na příští rok, takzvaný organizér, prostor pro poznámky, jmenný přehled svátků, případně další užitečné informace. Kostrou stolního kalendáře je pak grafický rozvrh dní, týdnů a měsíců na daný rok. Kalendárium je nejčastěji řádkové, týdenní či čtrnáctidenní. Jednotlivé stránky se většinou skládají z ilustračního obrázku, kalendária, jmenného kalendária a prostoru pro poznámky.
Výraznou přidanou hodnotu dodává stolním kalendářům redakční obsah. Mezi nejběžnější druhy stolních kalendářů patří plánovací a pracovní, mezi nejčastější témata recepty, receptáře, tipy na cestování, kreslené vtipy a podobně. V rámci kalendária je možné umístit i užitečné informace a termíny, které se týkají například daňových či účetních povinností nebo jiných profesních oblastí.
Stolní kalendář je typický svým knihařským zpracováním, kterému se říká stojánek. Ten je ve tvaru trojúhelníku, opatřený spirálou pro plynulé otáčení stránek a uzpůsobený tak, aby jej bylo možné stabilně postavit na stůl a zároveň vzít do ruky pro psaní poznámek. Stojánek je vyrobený z kartonu nejčastěji dvěma způsoby: s plným dnem nebo se zámkem. Velmi často se používá jako prostor pro reklamní přítisk, který se provádí do volného prostoru na podkladový karton pod listy kalendáře, ve výjimečných případech také na celou vnější plochu stojánku.